# Marco Ji Tianxiang
Marco Ji Tianxiang (in cinese semplificato: 马克冀天祥S, noto anche come Marco Ki-T'ien-Siang; Yazhuangtou, 1834 – Jixian, 7 luglio 1900) è stato un medico e santo cinese, ucciso durante la ribellione dei Boxer per la sua fede nel cattolicesimo. Durante la sua vita fu un dipendente dall'oppio, fatto che lo escluse dai sacramenti cattolici.

## Biografia
Marco Ji Tianxiang nacque a Yazhuangtou nel distretto di Jizhou, Hengshui, nello Zhili (l'odierno Hebei), in Cina nel 1834. Esercitò la professione di medico e verso i suoi quarant'anni contrasse lui stesso una malattia allo stomaco per la quale gli fu consigliato il trattamento con l'oppio per alleviare il dolore. Il continuo utilizzo di questa sostanza stupefacente lo rese negli anni dipendente.
Pio e osservante cattolico, frequentava insieme alla moglie e ai figli la messa e trascorreva principalmente il suo tempo libero assorto in preghiera. Forniva durante la sua attività di medico cure gratuite ai pazienti. Per la sua dipendenza dall'oppio fece frequenti confessioni, ma il sacerdote suo confessore arrivò a negargli l'assoluzione in quanto lo considerò volontariamente responsabile della non risoluzione della dipendenza. Mancante dell'assoluzione, gli fu negato anche l'accesso alla santa comunione. Pur non potendo ricevere l'assoluzione né l'eucaristia per oltre 30 anni, continuò assiduamente a frequentare la messa e a pregare.

### Martirio
Il 7 luglio 1900, durante la ribellione dei Boxer, Marco Ji e i dodici membri della sua famiglia furono catturati dai Boxer e fu chiesto loro di rinunciare al cristianesimo per riottenere la libertà. Essi rifiutarono e furono conseguentemente condannati a morte.
Ji implorò i suoi assassini di ucciderlo per ultimo in modo che potesse incoraggiare la sua famiglia a non rinunciare alla fede e soprattutto non lasciarli da soli. Ultimo prigioniero, non rinunciò alla sua fede e fu perciò decapitato, mentre recitava le litanie lauretane.

## Canonizzazione
Il processo di canonizzazione di Marco Ji fu portato avanti insieme a quello di altri 55 martiri cinesi, tra cui il gesuita e missionario francese Léon-Ignace Mangin. Il riconoscimento del martirio avvenne il 22 febbraio 1955 e tutti e 56 furono beatificati il 17 aprile successivo.
Il 1º ottobre del 2000 Marco Ji insieme al più ampio gruppo dei 120 martiri cinesi, capeggiato da Agostino Zhao Rong, fu canonizzato da papa Giovanni Paolo II.
La sua festa ricorre il 7 luglio e il martirologio romano così lo ricorda: